# Sant'Angelo in Vado
Sant'Angelo in Vado är en stad och kommun i provinsen Pesaro e Urbino i regionen Marche i Italien. Kommunen hade 4 054 invånare (2018) och gränsar till kommunerna Apecchio, Belforte all'Isauro, Carpegna, Città di Castello, Mercatello sul Metauro, Peglio, Piandimeleto, Urbania och Urbino.